# Вардан Кафаеци
Вардан Кафаеци  (арм. Վարդան Կաֆաեցի, 1615—1712) — армянский поэт, календаровед и церковно-общественный деятель XVII—начала XVIII века.

## Жизнь и творчество
Родился в Кафе (ныне Феодосия) в 1615 году. В 1648—1680 годах был настоятелем местного монастыря св. Анны. В 1680 году был рукоположён в епископы и до конца жизни правил в качестве духовного лидера крымских армян. Писал стихи (таги), посвящённые в основном армянским монастырям Крыма. Исходя из соображений национального и церковного единства, в своих стихах ставил армянские церкви Крыма в один ряд со св. Эчмиадзином и другими известными монастырями. Самое значимое стихотворение — «Розы утром распустились красочные» (арм. «Վարդն է բացուեր առաւօտուն գոյնզգոյն»), которое сочетает в себе восхваление природы и людских наслаждений. Изучал календари, в 1676 году написал изложенный в стихах календарь. Также переписал много рукописей.
издания сочинений и биографических очерков
- А. Саакян. Армянская поэзия позднего средневековья (XVI—XVII вв.) = Ուշ միջնադարի հայ բանաստեղծությունը (XVI—XVII դդ.). — Ереван, 1975. — 336 с.
- Армянские поэты Крыма XV–XX вв.. — Симферополь, 2008. — С. 91—108. — 240 с.
- А. Абраамян. Стихотворный календарь Вардана Кафаеци = Վարդան Կաֆայեցու չափածո տոմարը // «Эчмиадзин». — Ереван, 1954. — № 9.